# フアン・フェルナンデス (宣教師)
フアン・フェルナンデス（スペイン語: Juan Fernández、 1526年? - 1567年6月26日）は、フランシスコ・ザビエルとともに戦国時代の日本を訪れたイエズス会宣教師。スペイン・コルドバ出身。

## 人名
本項目名はスペイン語の人名表記に従って「フアン・フェルナンデス」としたが、当時の日本布教を伝えるポルトガル語文書では、同語の対応する姓名João Fernandesと書かれるのが通例であった。キリシタン史、日欧交渉史関連の日本語文献でもこれに従い、ジョアン・フェルナンデスと表記される場合が多い。

## 生涯
東洋布教を志してリスボンを出港し、1548年にインドに到着。1549年にザビエル、コスメ・デ・トーレス、日本人ヤジロウらとともに日本の鹿児島に上陸、日本におけるキリスト教宣教の第一歩を記す人物の一人となる。
ザビエル離日後も、日本布教長トーレスを助けて山口、豊後、西九州での布教に従事した。1567年、布教活動中の平戸で病死。
ヤジロウを通じて早くから日本語を修得し、ザビエル、トーレスらの通訳を務めるほか、来日宣教師の日本語教育にも尽力した。こうして彼の薫陶を受けたイエズス会士には、のちに『日本史』を執筆したルイス・フロイスらがいた。

## 演じた人物
- アルメイダ・ジョワリ　（信長 KING OF ZIPANGU、1992年、NHK大河ドラマ）